# Just in Time (film 1914)
Just in Time è un cortometraggio muto del 1914. Il nome del regista non viene riportato nei credit.

## Trama
Dopo essere stato rapito, uno sposo riesce a fuggire e ad arrivare in tempo alla cerimonia di nozze.

## Produzione
Il film fu prodotto dalla casa di produzione londinese British & Colonial Kinematograph Company.

## Distribuzione
Distribuito dalla Davison Film Sales Agency (DFSA), il film - un cortometraggio in una bobina - uscì nelle sale cinematografiche britanniche nel febbraio 1914.